# Feria Universitaria del Libro
La Feria Universitaria del Libro (FUL) es un evento cultural organizado por la Universidad Autónoma del Estado de Hidalgo; se realiza anualmente a finales de agosto en el estado de Hidalgo, México. La FUL incluye en su programa actividades, maratones de lectura, conferencias, exposiciones, talleres, conciertos, la FUL Niños, con FULTubers, el Encuentro Universitario de Traductores, IlustraFUL, el Encuentro de Mediadores de Lectura, el Encuentro de Libreros Universitarios, y las Jornadas de Biblioteconomía.

## Historia
El 12 de agosto de 1988 inició la primera edición, en los portales de la Plaza Juárez de Pachuca de Soto, con el nombre de Feria del Libro Universitario (Ferilu). En el marco de las festividades se rinde un homenaje a la pianista María Teresa Rodríguez y al educador José María de los Reyes. El Teatro Hidalgo Bartolomé de Medina fue escenario de las conferencias; Elena Poniatowska, habló de su libro Flor de lis, el 20 de agosto, fecha de la clausura. En el marco de inauguración de la FUL el día 27 de agosto de 2011, el rector, Humberto Veras Godoy, hizo mención de que en la Ciudad del Conocimiento se realizaba por primera en las instalaciones del Polideportivo Carlos Martínez Balmori; donde se realiza desde entonces.
El 18 de junio de 2020 se anunció que debido a la contingencia por la pandemia por COVID-19 en el estado de Hidalgo, la edición 33 se realizaría de forma virtual. Esta tuvo lugar del 28 de agosto al 6 de septiembre de 2020.

## Instalaciones
Se realiza en el Polifórum Carlos Martínez Balmori, una edificación de acero con esquema cuadrangular, con una cubierta piramidal con 9300 m². En este recinto se encuentra el auditorio "Josefina García Quintanar con capacidad para más de 420 personas, ubicado en la parte norte. Durante la Ful se acondicionan anexos temporales como el Auditorio "Nicolás García de San Vicente", en la parte este;  el Pabellón internacional "Margarita Michelena", en la parte sur; el Salón del Libro Infantil, en la parte oeste; y a la cancha deportiva se le denomina Foro artístico "Abundio Martínez".

## Actividades

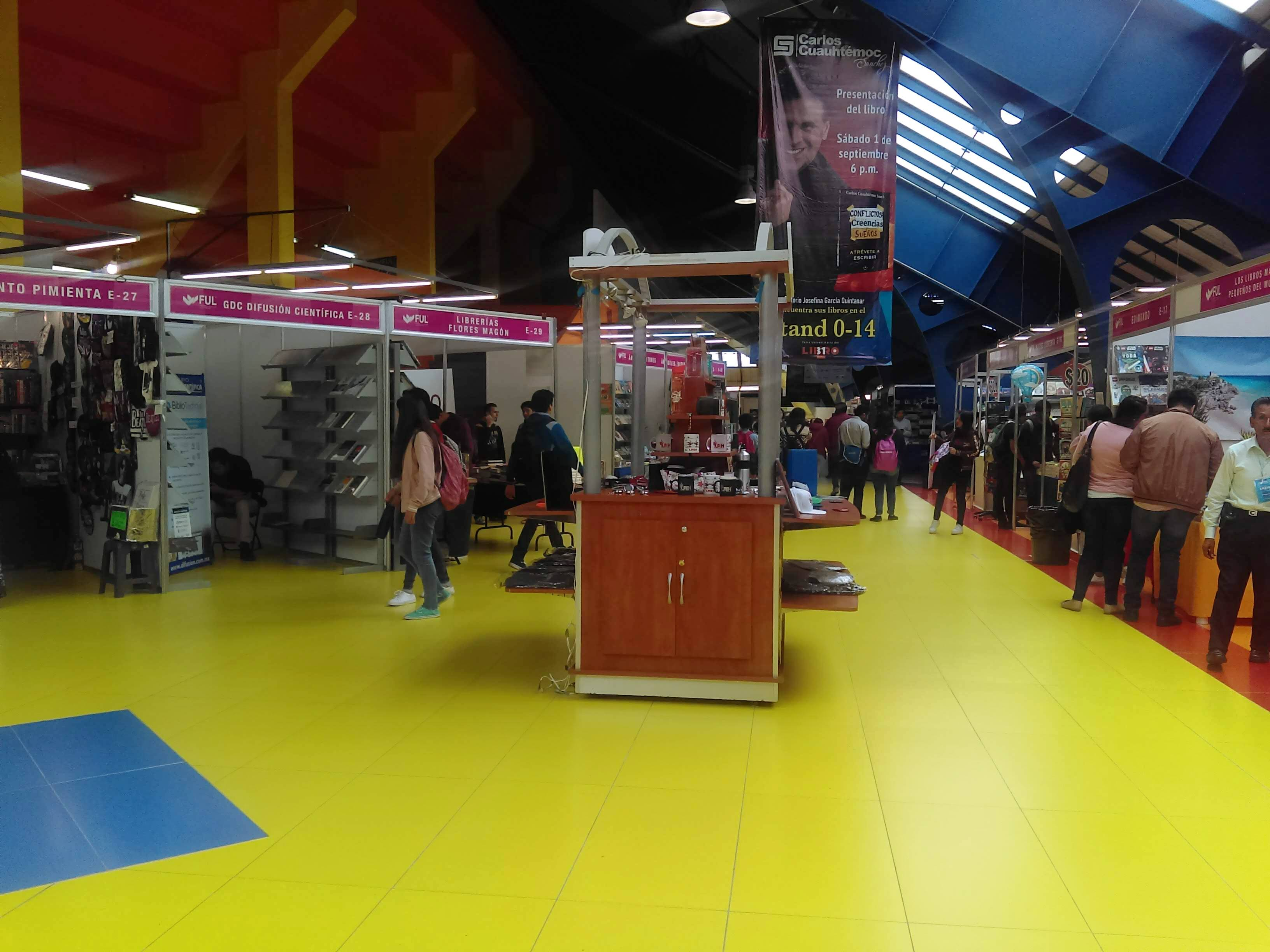
Feria Universitaria del Libro.

- FULniños: tiene el objetivo de fomentar el placer por la lectura y escritura mediante talleres lúdicos, cuentacuentos, presentaciones editoriales y artísticas que permitan desarrollar la imaginación, creatividad, valores y destrezas en infantes.[14]
- Carrera Atlética de la FUL: realizada desde 2005, es una carrera atlética de 8 km. La edición de 2018 registro 26 785 personas, y la de 2019 registro 28  366 participantes.[15]
- Jornadas de Biblioteconomía: presentadas desde 2011, foro de expresión y comunicación a la comunidad bibliotecaria mexicana.[16]
- Encuentro Nacional de Mediadores de Lectura: presentado desde 2012, para promover y fortalecer las relaciones entre la sociedad, la investigación y los libros, y de promover en los jóvenes el acercamiento con los libros.[17]
- IlustraFUL: presentado desde 2014, para conocer el trabajo de ilustradores destacados en su incursión con los libros, revistas, cuentos, en el área de las artes gráficas, así como las digitales, además de discutir y analizar la importancia de la ilustración en la elaboración de los libros.[18]
- Encuentro Universitario de Traductores: presentado desde 2015, espacio de reflexión que promueva el intercambio de ideas y la profesionalización del intérprete/traductor, así como de los estudiantes en formación.[19]
- Encuentro de Libreros Universitarios: presentado desde 2015, con la participación de varias instituciones, que abordarán temas de interés para esa industria.[20]
- FULtubers: presentado desde 2017, con personas interesadas a participar en la difusión de la lectura a través de diversas plataformas digitales.[21]

## Premios y reconocimientos

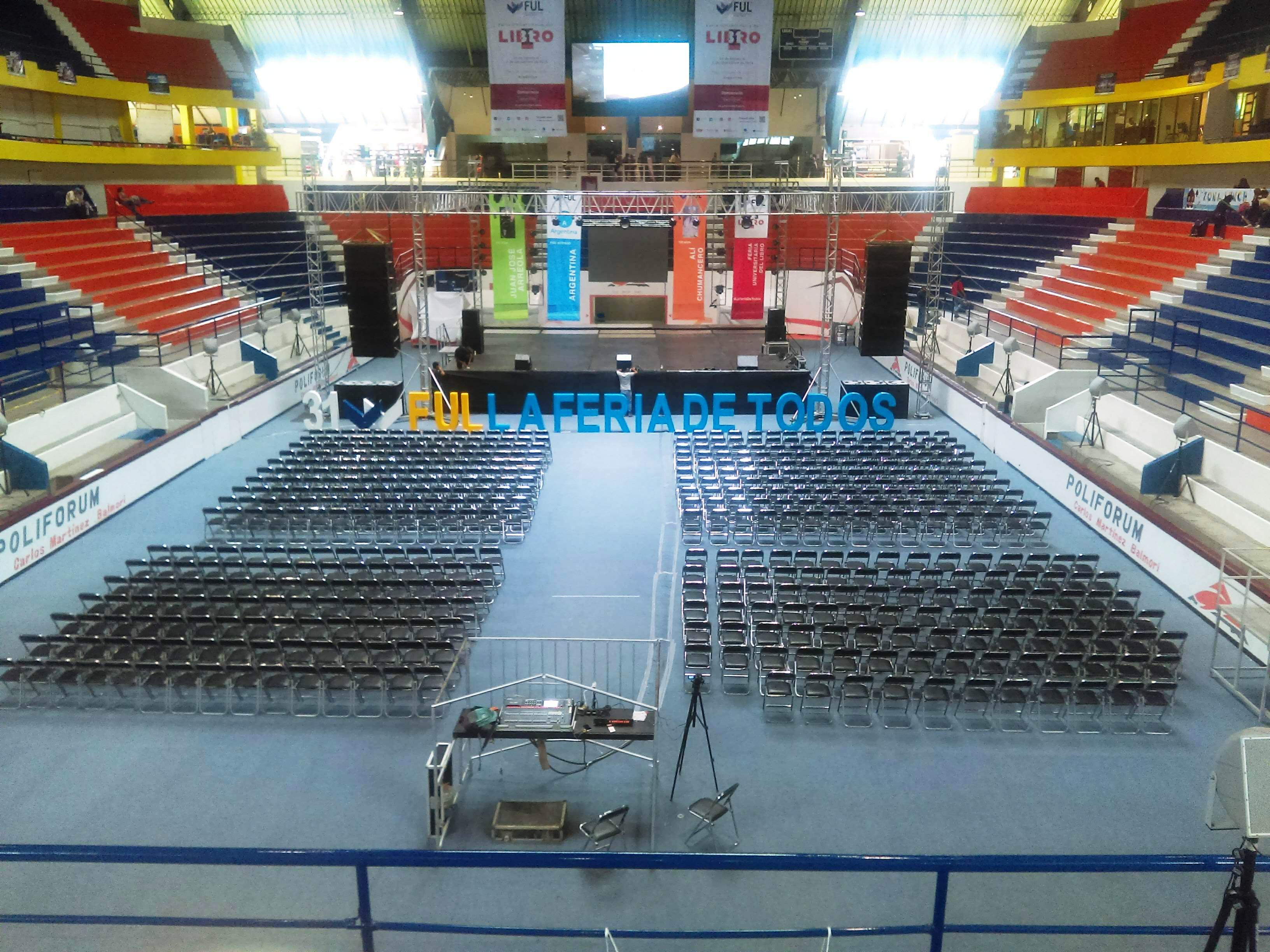
Feria Universitaria del Libro.

También se encuentran los reconocimientos a personalidades destacadas del fomento a la lectura, la entrega al Mérito Editorial, el Reconocimiento Universitario al Desarrollo de la Industria Editorial y el Premio Juan Crisóstomo Doria a las Humanidades.

### Premio Juan Crisóstomo Doria a las Humanidades
El Premio Juan Crisóstomo Doria a las Humanidades  se otorga desde 2011 a connotadas personalidades por su aportación en el campo de las ciencias, la cultura o las causas sociales.
- 2011: Rubén Bonifaz Nuño.[22]
- 2012: Cristina Pacheco.[22]
- 2013: María Teresa Rodríguez.[22]
- 2014: Beatriz Espejo.[22]
- 2015: Eduardo Matos Moctezuma.[22]
- 2016: Ruy Pérez Tamayo.[23]
- 2017: Nuno Júdice.[22]
- 2018: Sergio Ramírez.[24]
- 2019: Margo Glantz.[25]
- 2020: Guadalupe Espitia Hernández.[26]

### Reconocimiento Universitario de Fomento a la Lectura Rafael Cravioto Muñoz
- 2012: Eliud Zamorano.[27]
- 2013: Grupo cultural El Ayate y sus Voces, del municipio de Francisco I. Madero.[28]
- 2014: Jorge García Pérez.[29]
- 2016: Jorge Contreras Herrera.[23]
- 2017: Luis Manuel García Aguirre.[30]
- 2018: Felipe Garrido.[24]
- 2019: Juan Domingo Argüelles.[31]
- 2020: Hermenegilda Adauto Gómez.[26]

### Reconocimiento al Mérito Editorial Universitario
El Reconocimiento al Mérito Editorial Universitario se entrega desde 2015, este galardón distingue el trabajo que desarrollan las editoriales universitarias.
- 2015: Universidad Autónoma Metropolitana.[32]
- 2016: Universidad Veracruzana.[23]
- 2017: Universidad Autónoma de Nuevo León.
- 2018: Universidad de Guadalajara.[24]
- 2019: Universidad Autónoma de Tlaxcala.[31]
- 2020: Universidad Autónoma de Aguascalientes.[26]

### Reconocimiento Universitario al Desarrollo de la Industria Editorial
- 2012: Fondo de Cultura Económica.[27]
- 2013: CONACULTA.[33]
- 2014: Editorial Trillas.[34]
- 2015: Grupo Editorial Planeta México.[35]
- 2016: Penguin Random House.[23]
- 2017: Editorial Porrúa.[36]
- 2018: Editorial Océano.[24]
- 2019: Siglo XXI Editores.[31]
- 2020: Gedisa Mexicana.[26]